# جزئي إضافي
الجزئي الإضافي عبارة عن كل أخص تحت الأعم، كالإنسان بالنسبة إلى الحيوان، يسمى بذلك، لأن جزئيته بالإضافة إلى شيء آخر وبإزائه الكلي الإضافي، وهو الأعم من شيء. والجزئي الإضافي أعم من الجزئي الحقيقي، فجزء الشيء ما يتركب ذلك الشيء منه ومن غيره، كما أن الحيوان جزء زيد، وزيد مركب من الحيوان وغيره، وهو ناطق، وعلى هذا التقدير زيد يكون كلا، والحيوان جزء؛ فإن نسب الحيوان إلى زيد يكون الحيوان كليا وإن نسب زيد إلى الحيوان أن يكون زيد جزئيا.